# Erica lanipes
Erica lanipes är en ljungväxtart som beskrevs av Guthrie och Bolus. Erica lanipes ingår i släktet klockljungssläktet, och familjen ljungväxter. Inga underarter finns listade i Catalogue of Life.